# Acanthallagma caeruleum
Acanthallagma caeruleum là loài chuồn chuồn trong họ Coenagrionidae. Loài này được Williamson & Williamson mô tả khoa học đầu tiên năm 1924.